# Anumeta ciliaria
Anumeta ciliaria là một loài bướm đêm trong họ Erebidae.